# Urgleptes leopaulini
Urgleptes leopaulini là một loài bọ cánh cứng trong họ Cerambycidae.